# NGC 6019
NGC 6019 este o infrared source⁠(d) situată în constelația Dragonul. A fost descoperită în 28 iunie 1886 de către Lewis A. Swift.